# Jacopo Facciolati
Jacopo Facciolati, o Giacomo Fasolato, latinizzato come Iacobus Facciolatus (Torreglia, 4 gennaio 1682 – Padova, 26 agosto 1769), è stato un poeta, scrittore e latinista italiano cittadino della Repubblica di Venezia.

## Biografia
Nacque a Torreglia sui Colli Euganei, in provincia di Padova nel 1682. A 12 anni fu ammesso al collegio del Tresto, collegato al seminario padovano, grazie al cardinale Gregorio Barbarigo, vescovo della città. Dopo l'ordinazione presbiterale, nel 1704 conseguì la laurea in teologia nel seminario, dove divenne docente di umane lettere e prefetto degli studi.
Nel 1723 fu chiamato a insegnare logica all'Università di Padova. Pubblicò edizioni migliorate dei maggiori lavori di filologia, come il Thesaurus Ciceronianus del Nizolio, e nel 1718 ampliò ed emendò il Lexicon septem linguarum, un dizionario latino in sette lingue chiamato anche il Calepino dal nome dell'autore, il monaco Ambrogio Calepio. L'ultimo suo lavoro fu compiuto in quattro anni, dal 1715 al 1719, con l'aiuto del suo discepolo Egidio Forcellini: il famoso Totius latinitatis lexicon, dizionario di latino, vera pietra miliare nella storia della lessicografia classica, fu redatto dal Forcellini per incarico ricevutone dal Facciolati.
Nel 1739 diventò il successore di Nicolò Comneno Papadopoli nella stesura della storia dell'università di Padova. Nel 1757 pubblicò infatti Fasti Gymnasii patavini un'opera storico-celebrativa delle glorie accademiche dell'Ateneo patavino.
Nello scrivere il Facciolati amò la brevità, che esagerò fino alla scarsità di notizie. Famose furono anche le sue satire lucianesche contro i detrattori; ma ebbe anche amici, a cui mandava, coi lavori, ortaggi del suo orto, che coltivava volentieri.
Facciolati fu conosciuto e stimato in tutt'Europa per la sua conoscenza delle opere classiche, soprattutto grazie alle sue Orationes. Fu anche invitato dal re del Portogallo a dirigere l'Istituto superiore di Lisbona per i giovani nobili.
Morì nel 1769 a Padova.

## Opere
- Orationes latinae, accademiche, reputate di valore;
- Logicae disciplinae rudimenta (o Logica tria complectens rudimenta, institutiones, acroases);
- Ortografia moderna italiana (1721)[4][5], a cui aggiunse gli Avvertimenti grammaticali del cardinal Pallavicino, da lui disposti in ordine alfabetico e arricchiti di aggiunte;
- Exercitationes su due orazioni di Cicerone;
- Annotationes criticae a vari lessici (Raccolta calogeriana, t. XIX);
- Scholia in libros Ciceronis de officiis (contro di lui Vincenzo Rota scrisse il Dialogo dei morti, in latino);
- Epistolae latinae, 171;
- Commentariolum de vita, interitu, etc. linguae latinae;
- dialoghi lucianeschi, in latino, contro chi aveva criticato una sua orazione in morte del doge Alvise Pisani (pubblicata nel 1741);
- Viatica theologica adversus dissidia, brevi e concisi;
- Il cortese cittadino istrutto nella scienza civile (1740);
- Acroases (1726);
- Vita di Gesù e Vita dI Maria, in latino, e un loro compendio in italiano;
- Animadversiones;
- Lettere inedite, con annotazioni di Girolamo Silvestri;
- Vita Ciceronis litteraria;
- De gymnasio patavino syntagmata (1752): 12, coi fasti dell'università (dal 1260 al 1752);
- Calepinus septem linguarum (1752);
- Fasti Gymnasii patavini (1757).